# Province de Nampula
La province de Nampula (en portugais : província de Nampula) est l'une des dix provinces du Mozambique. Sa capitale est la ville de Nampula, située à 1 393 km au nord-est de la capitale du Mozambique, Maputo (2 150 km par la route).
À l'époque de la colonisation portugaise, la province s'appelait « Moçambique », mais après l'indépendance elle reçut le nom de sa capitale.

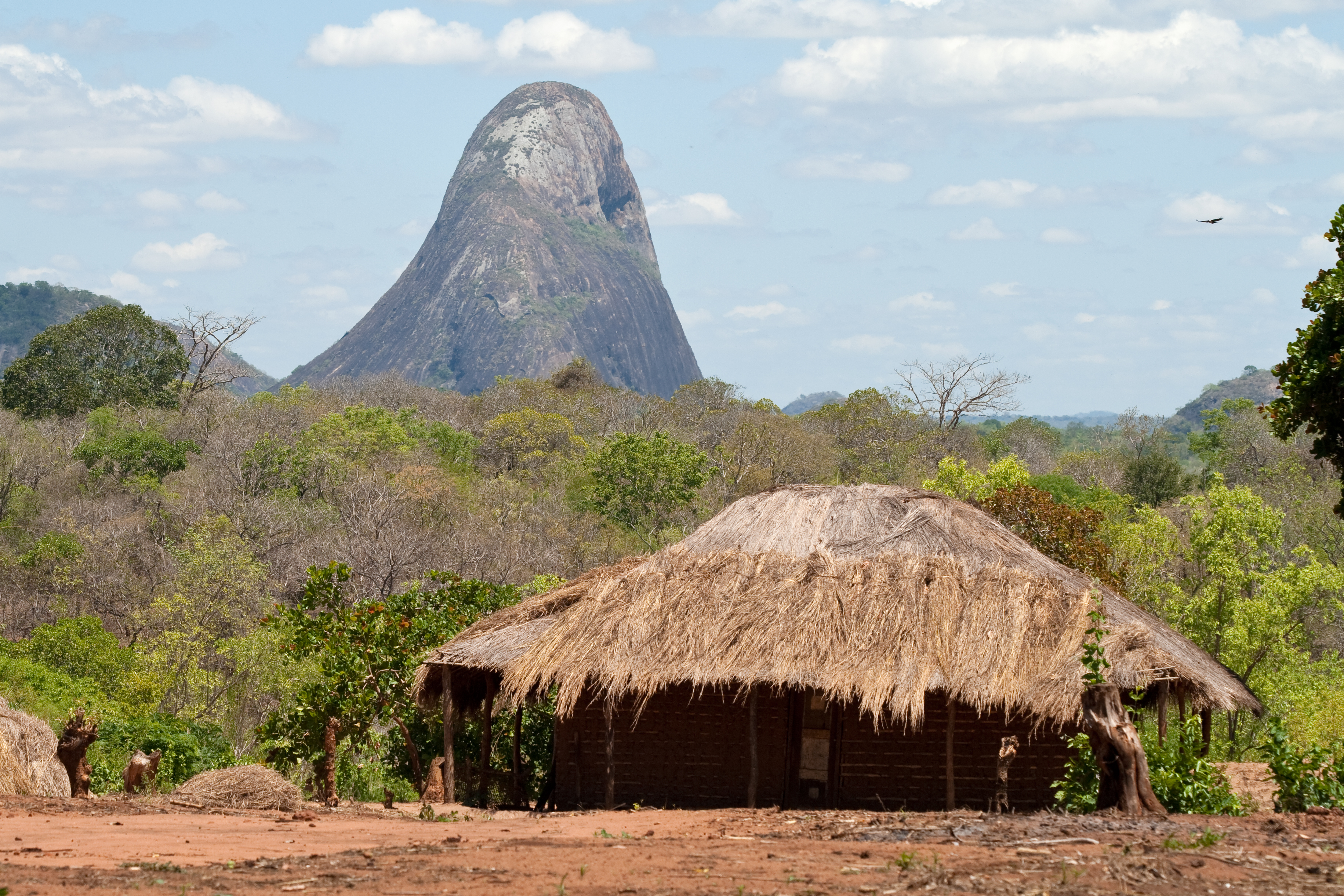
Une hutte à Nivali, province de Nampula, Mozambique, et l'un des "inselbergs" caractéristiques dispersés dans le paysage

## Géographie
La province de Nampula est située au nord-est du pays. Elle est bordée à l'est par le canal du Mozambique (océan Indien), au sud-ouest par la province de Zambézie et au nord par les provinces de Niassa et de Cabo Delgado.

## Population
La province de Nampula comptait 3 888 356 habitants au recensement de 2007, contre 3 063 456 habitants au recensement de 1997. Sa densité est la plus élevée des provinces du Mozambique (47,6 hab./km2). La province est notamment peuplée par des Makuas.

## Subdivisions
La province est subdivisée en 18 districts :
- District d'Angoche
- District d'Eráti
- District de Lalaua
- District de Malema
- District de Meconta
- District de Mecubúri
- District de Memba
- District de Mogincual
- District de Mogovolas
- District de Moma
- District de Monapo
- District de Mossuril
- District de Muecate
- District de Murrupula
- District de Nacala-a-Velha
- District de Nacarôa
- District de Nampula
- District de Ribáuè

et comprend également 5 municipios :
- Angoche
- Ilha de Moçambique
- Monapo
- Nacala Porto
- Nampula

## Économie
Outre l'agriculture traditionnelle de subsistance, l'économie de la province repose sur des productions agricoles commerciales : ananas, bananes, coton, noix de cajou, maïs, mangues et tabac.